# Ana (filha de Basílio I)
Ana (em grego: Ἄννα) foi uma nobre bizantina do século IX, filha de Basílio e Eudócia Ingerina. Nasceu após 867 e era irmã de Maria, Helena, Alexandre, Leão e Estêvão e meia-irmã de Constantino e Anastácia. Após Basílio ser coroado imperador, mas antes de 873, ela e suas irmãs foram ordenadas freiras no Mosteiro de Santa Eufêmia, na capital. Segundo o Sobre as Cerimônias, foi sepultada no Mosteiro de Eufêmia num pequeno sarcófago esculpido, junto com sua irmã Helena e Zoé Carbonopsina.
A Vida de Constantino Judeu menciona-a numa história milagrosa. Segundo a fonte, sob seu irmão Leão VI, ela enviou uma carta selada com um mensageiro para Olimpo, o Bitínio. Ao chegar em seu destino, os padres e monges se perguntaram o que estava na carta, e porque o mensageiro havia levado-a. Ninguém foi capaz de resolver a questão, excerto Constantino Judeu: na carta havia questões, provavelmente de natureza teológica, que Constantino respondeu por escrito.